# Chmielno (Bobolice)
Koordinaten: 53° 55′ N, 16° 29′ O
Chmielno (deutscher Name: Hopfenberg, Kreis Belgard) ist eine Ortschaft in der polnischen Woiwodschaft Westpommern und gehört zur Gemeinde (Gmina) Bobolice (Bublitz) im Kreis Koszalin (Köslin).

## Geografische Lage
Chmielno liegt 39 Kilometer südöstlich von Białogard (Belgard) und zehn Kilometer westlich von Bobolice an der Grenze der Kreise Białogard und Koszalin. Der Ort ist in eine beschauliche waldreiche Landschaft eingebettet. Bahnstation ist das 13 Kilometer entfernte Grzmiąca (Gramenz) an der Bahnstrecke Szczecinek–Kołobrzeg.

## Geschichte
Vor 1945 war Hopfenberg eine Wohnsiedlung in der Gemeinde Schmenzin (heute polnisch: Smęcino), innerhalb derer es zusammen mit Lindenhof (Lipowo) und Wilhelmshöhe (Ujazd) und weiteren acht Wohnplätzen im 19. Jahrhundert genannt wird. Der Ort lag im Amts- und Standesamtsbezirk Schmenzin im Landkreis Belgard (Persante) innerhalb des Amtsgerichtsbereiches Belgard.
Anfang März 1945 wurde Hopfenberg von russischen Truppen besetzt, es folgte die Vertreibung der deutschen Bevölkerung. Der Ort kam unter dem Namen Chmielno in polnische Hand und gehört heute zur Gmina Bobolice im Powiat Koszaliński.

## Kirche

### Kirchengemeinde
Hopfenberg war Pfarrsitz des Kirchspiels Schmenzin, zu dem noch die Orte Dimkuhlen (heute polnisch: Dzięciołowo), Düppel, Groß Freienstein, Hüttendorf, Neuhütten (Nowe Łozice) und Wilhelmshöhe (Ujazd) gehörten. Die Pfarrei war erst 1905 eingerichtet worden, war sie doch vorher ein Teil des Kirchspiels Naseband (Nosibądy). Das Kirchspiel Schmenzin-Hopfenberg gehörte zum Kirchenkreis Belgard der Kirchenprovinz Pommern der evangelischen Kirche der Altpreußischen Union. Im Jahre 1940 zählte es 820 Gemeindeglieder.
Heute gehört Chmielno zum Kirchspiel Koszalin (Köslin) in der Diözese Pommern-Großpolen der polnischen Evangelisch-Augsburgischen Kirche.

### Dorfkirche
Die Hopfenberger Kirche ist ein Bau aus Quadern und wurde 1907 von Baumeister Utech aus Belgard errichtet. Bauherrin war die Gräfin von Kleist. Der Turm tritt aus dem Kirchenschiff leicht hervor und ist mit einem Zeltdach gedeckt.
Die Kirchweihe fand am 1. Advent des Jahres 1907 statt. Ein Jahr später erklang zum ersten Mal die neue, von der Orgelbauwerkstatt Sauer in Frankfurt (Oder) erbaute Orgel (dieselbe Orgelbaufirma baute u. a. auch die bekannten Orgeln im Berliner Dom oder in der LeipzigerThomaskirche).

### Pfarrer 1905–1945
1. Albert August Hermann Müller, 1905–1911
2. Martin Lüpke, 1911–1929
3. Vakanzvertreter Karl Heinrich Reimer aus Naseband, 1929–1933
4. Vakanzvertreter Hans Lübke aus Grünewald, 1933–1945